# TENS

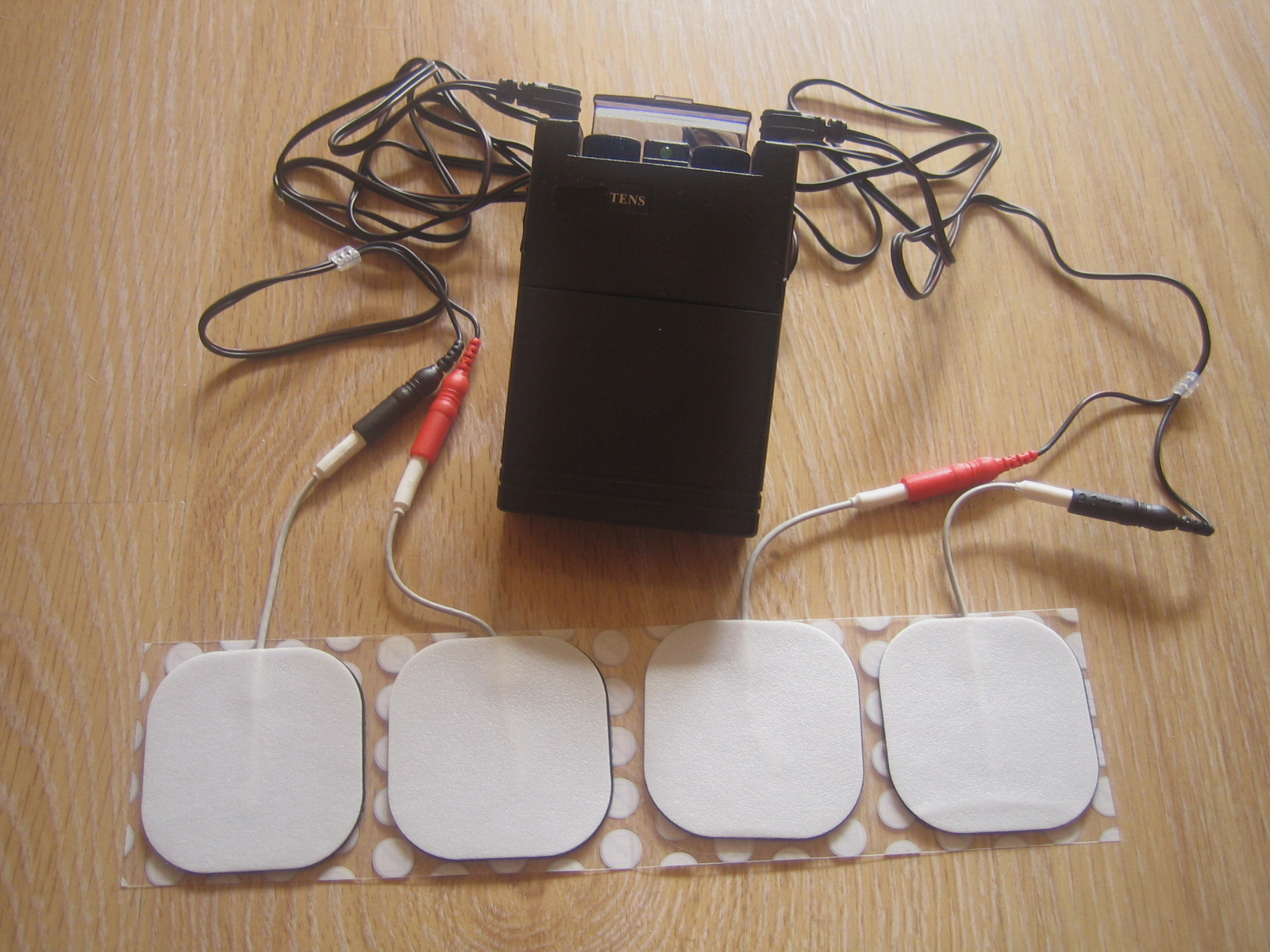
Aparelho portátil para aplicação de TENS e os eletrodos

A sigla TENS vem do inglês Transcutaneous electrical nerve stimulation (neuroestimulação elétrica transcutânea) e foi utilizada na década de 70 com objetivos para analgesia, atuando na teoria das comportas de dor. A TENS tem finalidade de proporcionar analgesia.

## Histórico
O desenvolvimento da TENS, se deveu aos estudos e desenvolvimento da eletroterapia e, a partir de 1960, com advento da teoria da comporta da dor, combinado com geradores eletrostáticos e condensadores, acabaram por recolocar a eletroterapia como método de tratamento. Sendo que algumas fontes relatam o uso de peixes eletrogênicos há mais de 2500 anos. Aliado a isso, com o aumento de casos de dor na população mundial, o que fomentou pesquisas para o tratamento dessas dores.

## Forma de ação
A TENS é um recurso utiliza corrente elétrica aplicada à pele com finalidade analgésica modulando o processo de neurocondução da dor e atuando sobre a liberação de opióides endógenos a nível medular e da hipófise.

## Limiar
É o maior estímulo capaz de desencadear um potencial de dor. Existem 3 limiares:
1. Sensitivo
2. Motor
3. Doloroso

O limiar varia de pessoa para pessoa
Este recurso fisioterapêutico atua somente no sintoma do problema, no caso, a dor, e não no que está realmente causando a dor. Sendo assim, deve se ter precaução em sua indicação pois muitas vezes é preferível que o paciente deixe uma sessão com dores, o que fará com que ele poupe uma determinada estrutura, do que sem dores, dando a falsa impressão ao paciente de resolução do problema.

## Modo de estimulação
- Convencional
- Burst
- Breve intensa
- Acupuntura